# Pacte de Londres

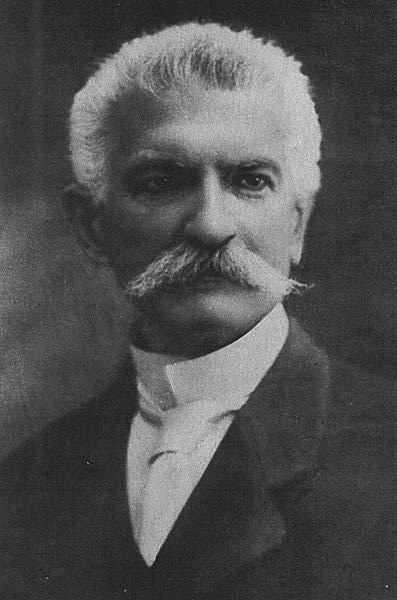
Sidney Sonnino, Ministre des Affaires étrangères italien au moment de la signature du Pacte de Londres

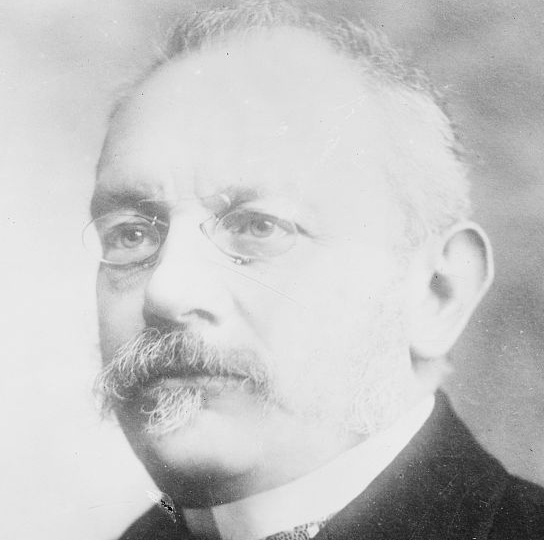
Jules Cambon, Ambassadeur de France à Londres et signataire du traité

Le pacte de Londres est un traité secret signé à Londres le 26 avril 1915 par le gouvernement italien et les représentants de la Triple-Entente par lequel l’Italie s’oblige à entrer en guerre contre les empires centraux lors de la Première Guerre mondiale en échange de substantielles compensations territoriales. Il s'agit d'une décision prise par le gouvernement, le roi et la hiérarchie militaire, sans la consultation des représentants du peuple.

## Contexte
Lorsque débute la Première Guerre mondiale, l’Italie est liée à l’Allemagne et à l’Autriche-Hongrie par la Triple alliance, un pacte militaire strictement défensif signé en 1882 et renouvelé au fil du temps afin de s’opposer à l'alliance anglo-franco-russe dite de la Triple-Entente. Malgré ces liens diplomatiques, il y a encore beaucoup de différends entre l‘Italie et les Empires centraux : alors que ces derniers sont des nations militairement et politiquement influentes et avancées du point de vue économique, l’Italie est en grande partie pauvre. Le pays, unifié depuis peu, peine à trouver la reconnaissance des puissances européennes.
En outre, vis-à-vis de la « double monarchie » austro-hongroise, il existe un contentieux latent lié au fait que des populations italophones (768 422 locuteurs en 1911) restent encore sous domination autrichienne. L’irrédentisme touche de nombreuses classes de l’opinion publique italienne et un nombre croissant de parlementaires. Lorsque l’Autriche-Hongrie déclare la guerre à la Serbie et déclenche ainsi la Première Guerre mondiale, l’Italie reste neutre, s'appuyant sur le caractère défensif de la Triple alliance. Pendant cette période, le gouvernement engage une série de négociations avec ses partenaires germaniques, mais aussi en secret avec les membres de la Triple-Entente, afin de soupeser les avantages d’une intervention italienne dans la guerre en faveur de l’un ou l’autre camp. Intervenir aux côtés des Empires centraux pouvait rapporter la Corse et le comté de Nice mais intervenir aux côtés du Royaume-Uni, de la France et de la Russie pouvait rapporter les pays italophones qui intéressaient l’Italie en Autriche-Hongrie : le Trentin, les environs de Trieste, l'Istrie et la Dalmatie, ainsi que des territoires et des zones d'influence dans l'Empire ottoman.

## Signature

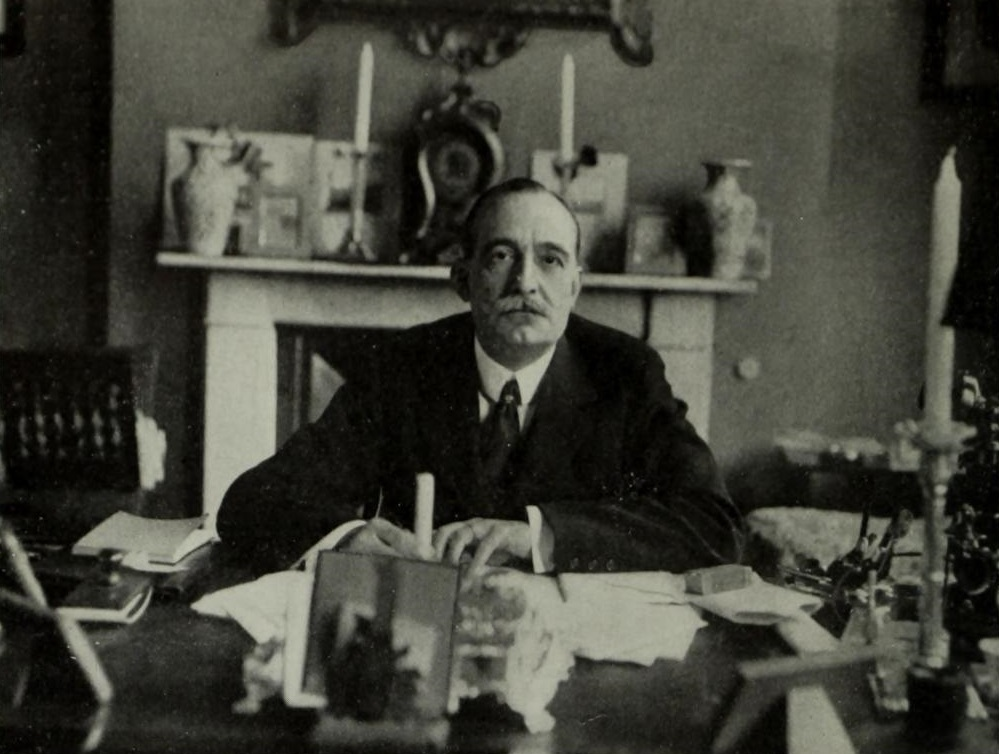
Le marquis Guglielmo Imperiali, ambassadeur italien à Londres.

Le traité de Londres est établi dans la capitale britannique, le 26 avril 1915, et signé par le marquis Guglielmo Imperiali di Francavilla, ambassadeur du gouvernement italien à Londres, Sir Edward Grey pour le Royaume-Uni, Jules Cambon pour la France et le comte Alexander von Benckendorff pour l’Empire russe.
Le traité est signé dans le plus grand secret par le gouvernement Salandra II sans que les représentants du peuple, pour la plupart partisans de la politique de neutralité établie auparavant, en soient informés, et ce, jusqu’à sa publication le 28 février 1917 dans le journal Izvestia avec d’autres documents diplomatiques secrets. Il s'agissait, au lendemain de la révolution russe, d’exposer les intrigues de la politique étrangère tsariste.

## Conditions

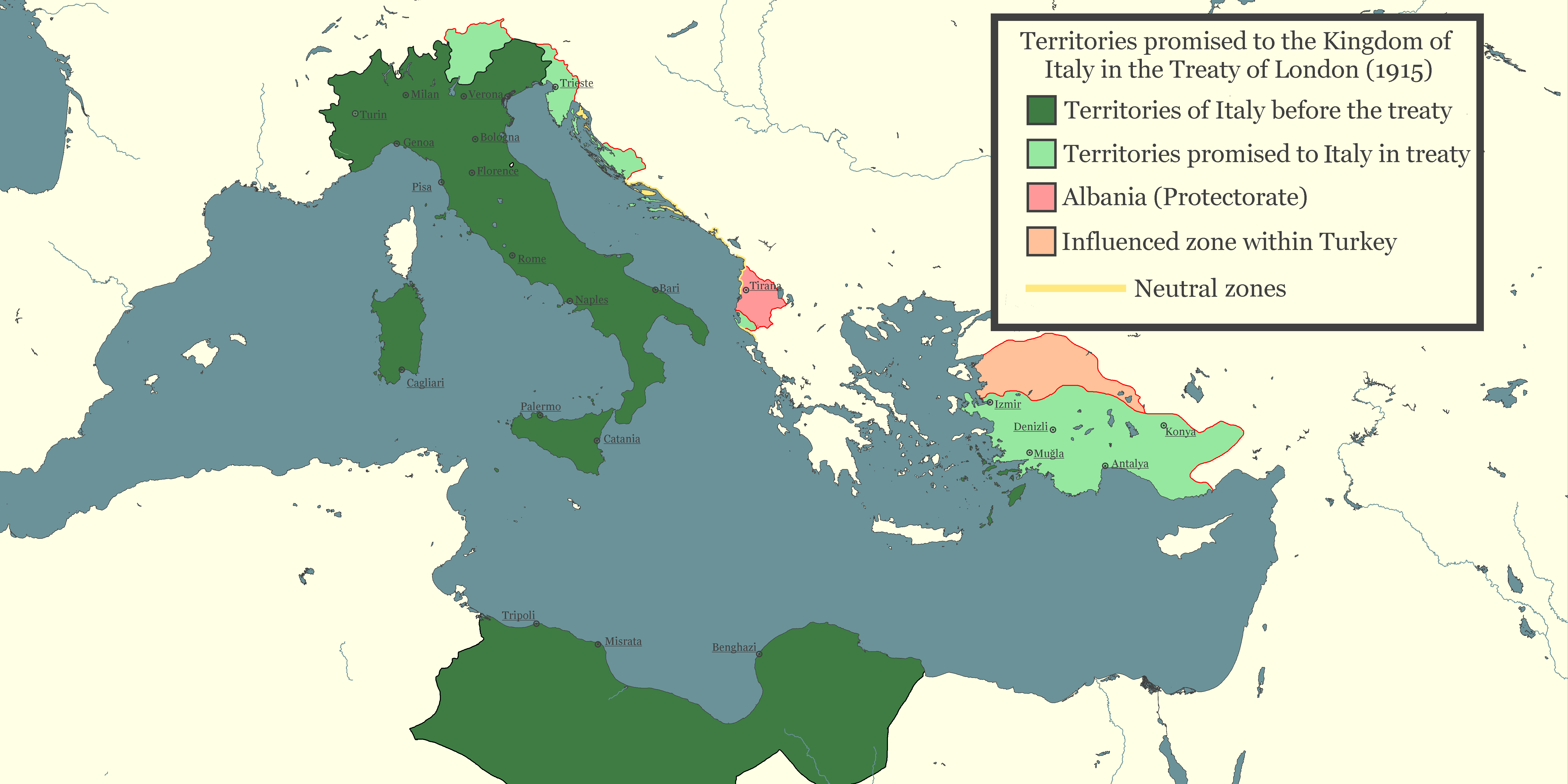
Les territoires (vert clair) et les protectorats (rose) promis à l'Italie par le Pacte de Londres de 1915.

Le pacte prévoit que l’Italie entrerait en guerre aux côtés de la Triple-Entente dans un délai d’un mois, et en échange recevrait, en cas de victoire, le Trentin, le Tyrol du Sud, la Marche julienne, l’Istrie, le port hongrois de Fiume, une partie de la Dalmatie, de nombreuses îles de l’Adriatique, ainsi que Vlora en Albanie, l’île grecque de Saseno dans le détroit d'Otrante et le bassin houiller d’Antalya en Turquie. De plus, l’Italie voit sa souveraineté sur la Libye et le Dodécanèse confirmée.

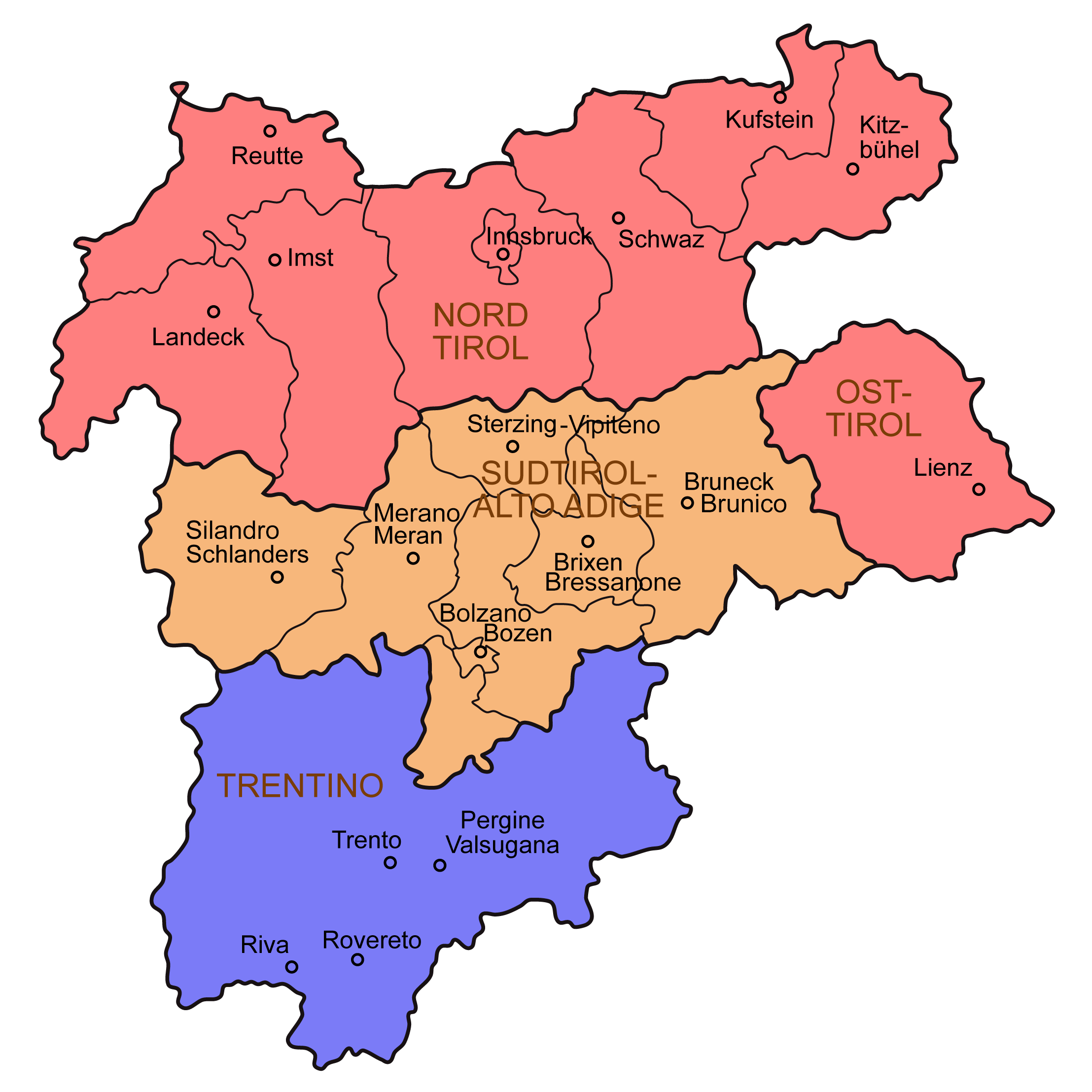
Le Tyrol, partitionné en 1918, en orange la zone germanophone offerte à l’Italie par le Pacte de Londres

. Dans le détail, ces gains territoriaux se définissent ainsi :

- Le Tyrol méridional jusqu’à la ligne de partage des eaux au col du Brenner, soit la province italienne moderne du Trentin-Haut-Adige ;
- La province littorale (Küstenland) de l’Autriche, comprenant l’Istrie, le port de Trieste et l’archipel de Cherso-Lussino, mais sans l’île de Veglia / Krk ni le port hongrois de Fiume (aujourd’hui Rijeka) ;
- La Dalmatie septentrionale, avec Zara, Sebenico et la plupart des îles dalmates, sauf Arbe et Brazza ;
- Les districts de Vipacco, Idria et Bisterza dans le duché autrichien de Carniole ;
- Les districts de Pontafel et de Malborgeth-Wolfsbach dans le duché autrichien de Carinthie ;
- La vingtaine d’îles grecques du Dodécanèse italien (acquises par l’Italie en 1912) ;
- Le port de Valone et l’établissement d'un protectorat sur l’Albanie (l’Italie devait représenter l’État d’Albanie dans ses relations avec les puissances étrangères) ;
- Des ajustements frontaliers au profit les colonies italiennes déjà existantes, du côté des colonies britanniques et françaises en Afrique ;
- En cas de partition de l'Empire ottoman, l’Italie devait obtenir une vaste zone d'influence en Asie mineure, adjacente à la province d’Antalya, attribuée à l’Italie.

Le royaume de Serbie, qui n’était ni représenté, ni présent, ni signataire, devait recevoir la côte dalmate entre le fleuve Cherca / Krka et Stagno / Ston, avec la péninsule de Sabbioncello / Pelješac, le port de Spalato / Split et l’île de Brazza / Brač.
Le royaume du Monténégro, qui n’était ni représenté, ni présent, ni signataire, devait recevoir la côte dalmate entre Budua / Budva et Stagno / Ston, avec Raguse / Dubrovnik) et les bouches de Kotor / Cattaro incluses, mais sans la péninsule de Sabbioncello / Pelješac, et la côte au sud-est de Raguse jusqu’au port albanais de Saint-Jean / San Giovanni di Medua.
Les deux royaumes du Monténégro et de Serbie étaient habilités à s’unir ou à se fédérer, et devaient recevoir, de façon moins précise, les territoires suivants issus de l’Autriche-Hongrie continentale :                              
1. Bosnie-Herzégovine ;
2. Syrmie ;
3. Bačka :
4. Slavonie ;
5. Banat occidental.

Contre les objections italiennes, il a aussi été envisagé de modifier les frontières albanaises de 1913, au profit du Monténégro au Nord (notamment la ville de Scutari), de la Serbie à l’Est (notamment Debar et le pourtour du lac d'Ohrid) et de la Grèce au Sud (notamment l’Épire septentrionale et le pourtour du lac Prespa).
L’Italie ayant insisté, les Alliés sont convenus que la question de la côte dalmate entre l’Istrie et Zara / Zadar serait suspendue pour être réglée après la guerre. L’Italie a également insisté pour que la Serbie ne soit pas informée de ces accords. Cependant les Alliés n’en tinrent pas compte et envoyèrent à la Serbie une note officielle le 4 août 1915, confirmant les droits de la Serbie-Monténégro après la guerre.

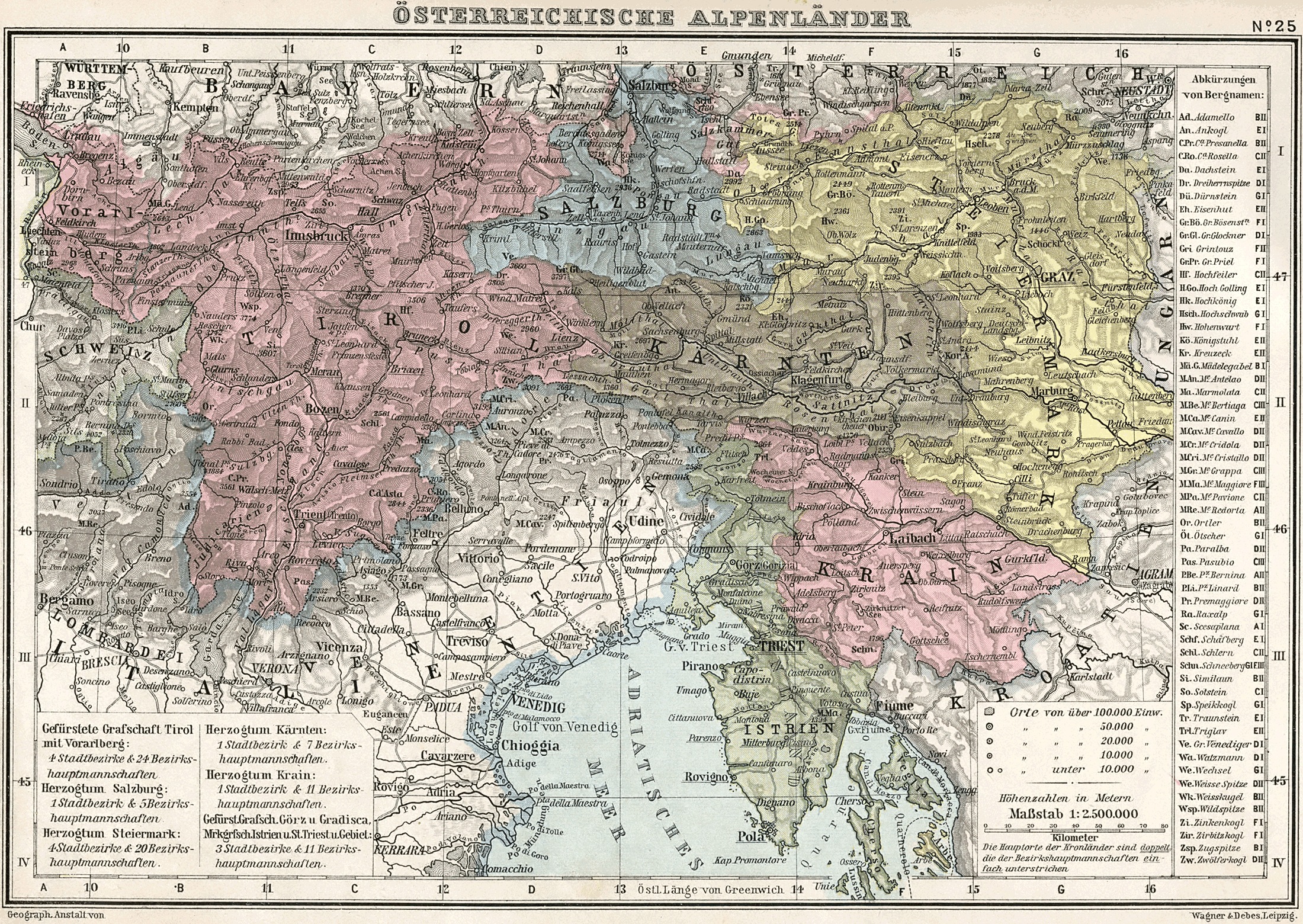
La frontière italo-autrichienne en 1914

### Articles 1 à 3: clauses militaires
Les trois premiers articles du pacte de Londres révèlent la nature du pacte militaire. Il est convenu que les états-majors français, britannique, italien et russe, concluraient sans délai un accord militaire pour fixer le minimum de forces armées que la Russie devrait utiliser sur le front autrichien afin d’alléger le front italien et régler, dans le futur, la question des armistices.
Pour sa part, l’Italie est tenue, par l’article 2, « d’utiliser la totalité de ses ressources à la conduite de la guerre en commun avec la France, la Grande-Bretagne et la Russie contre tous leurs ennemis » c’est-à-dire déclarer la guerre à l’Autriche-Hongrie. L’article suivant garantit à la Regia marina italienne le « concours actif et permanent » » des marines militaires française et britannique en Adriatique jusqu’à la fin de la guerre ou la destruction de la marine austro-hongroise, renvoyant les détails à une convention navale à trois que les puissances devraient signer plus tard. Dans les dispositions finales du traité (article 16), avec une référence spécifique aux trois premiers articles, l’Italie s’engage enfin à entrer en guerre au plus tard dans un délai d’un mois à compter de la signature.

### Article 4: frontière dans le Trentin et en Marche julienne
À l’article 4 du traité, évoquant la question des compensations territoriales italiennes, établit que l’Italie aurait obtenu par le traité de paix « le Trentin, le Tyrol du Sud avec ses frontières naturelles et géographiques jusqu’au Brenner, la ville de Trieste et ses environs, le comté de Gorizia et de Gradisca, l’Istrie entière jusqu’à Kvarner, y compris Volosca, et les îles istriennes de Cherso et Lussino ainsi que les petites îles de Plauno, Unie, Canidole Grande, Palazzioli, San Pietro, Asinello et Gruica ainsi que leurs îlots voisins. »
La frontière, définie de manière peu précise, aurait suivi la ligne de partage des eaux alpines du col du Stelvio jusqu’aux Alpes juliennes. Ici, en particulier, elle aurait suivi la ligne de partage des eaux par le col du Predil, le mont Mangart, le mont Triglav et les cols Podberdò, Podlansco et Idria. De là, la frontière serait tracée vers le sud-est, vers le mont Nevoso incluant dans le territoire italien Castua, Mattuglie et Volosca.
De cette façon, l’Italie obtiendrait, par une frontière naturelle facilement défendable, tout l’actuel Trentin-Haut-Adige (y compris les villes actuelles de Cortina d’Ampezzo, Colle Santa Lucia et Livinallongo), la Marche julienne soit le littoral autrichien avec une partie de la Carniole) et l’Istrie, et les villes de Trente, Bolzano, Gorizia, Trieste et Pola. Sauf quelques exceptions au principe de la frontière sur la ligne de partage des eaux alpine (toutes en faveur de l’Italie, dans le bassin de Dobbiaco et celui du Val Canale), l’article 4 du traité de Londres sera respecté au moment de la signature des traités de paix.
Par contre, la ville de Fiume, corpus separatum de la couronne hongroise, ne fait pas partie de la cession. Le renoncement à cette ville en majorité italophone, imposé à l’Italie, se fondait sur l’hypothèse qu’après le conflit, le royaume de Hongrie en union avec celui de Croatie aurait poursuivi sa propre existence et qu’il était nécessaire de lui laisser un port maritime.

### Article 5: frontière en Dalmatie
L’article 5 du pacte de Londres établit que l’Italie aurait reçu une partie de la Dalmatie austro-hongroise, à partir de la frontière nord près de Lisarica et Tribanj jusqu’à une limite méridionale constituée par une ligne allant de Punta Planca (juste au sud de Rogoznica) et suivant la ligne de séparation des eaux vers l’est, aurait laissé en territoire italien « toutes les vallées et cours d’eau descendant vers Sebenico, comme le Cicolano, le Cherca, le Butisnizza et leurs affluents ». Il s’agit essentiellement de la Dalmatie septentrionale avec les villes de Zara, Sebenico et Canino.
L’Italie aurait également reçu « toutes les îles situées au nord et à l’ouest de la Dalmatie depuis Premuda, Selve, Ulbo, Scherda, Maona, Pago et Puntadura au nord jusqu’à Meleda au sud, comprenant les îles de San Andrea, Busi, Lissa, Lesina, Torcola, Curzola (Curzola), Sansego et Lagosta ainsi que les îlots et de rochers avoisinants et Pelagosa, à l’exception seulement des îles de Zirona grande et Zirona piccola, Bua, Solta et Brazza ». Il s’agit en particulier des îles dalmates septentrionales (à l’exception de Veglia et Arbe et des îles curzolanes, ces dernières en particulier, se trouvent face à la côte dalmate destinée à la Serbie.
Le même article ajoute également des dispositions relatives à la neutralisation de la côte : en premier lieu, la bande immédiatement au sud de la nouvelle frontière italienne en Dalmatie, à partir de Punta Planca jusqu’à la partie sud de la péninsule (à mi-chemin vers Trogir) (Traù), en second lieu, toutes les îles non attribuées à l’Italie, et finalement tout le tronçon côtier méridional dalmate de Cavtat exclus jusqu’à la rivière Voiussa en Albanie. Cette dernière disposition sauvegarde les droits du Monténégro le long de ses côtes actuelles, mais en même temps maintient les restrictions concernant le port de Bar (Antivari), que le royaume balkanique avait acceptées en 1909. La côte septentrionale croate reste fortifiable avec la base navale de Buccari et la ville de Fiume.
Les territoires restants seraient répartis par les quatre puissances alliées entre la Hongrie-Croatie, la Serbie et le Monténégro. Dans la partie amont de l’Adriatique, il s’agit de la côte de la baie de Volosca jusqu’à la frontière au nord de la Dalmatie (y compris les villes de Rijeka (Fiume), Novi Vinodolski et Karlobag (Carlopago) avec les îles voisines de Krk (Veglia), Pervicchio, Gregorio, Goli Otok et Rab) (Arbe), alors que dans la partie aval de l’Adriatique, il s’agit de la côte de Punta Planca jusqu’à la rivière Drin (y compris les villes de Split (Spalato), Raguse (aujourd’hui Dubrovnik, Kotor (Cattaro), Bar, Ulcinj (Dulcigno) et Shëngjin et les îles n’appartenant pas à l’Italie). En dans les cas, le port de Durazzo serait attribué à un État albanais sous protectorat italien.

### Articles 6-7: réorganisation de l’Albanie
Dans les articles 6 et 7, le territoire albanais est redéfini pour satisfaire en partie les revendications italiennes, monténégrines, serbes et grecques. L’Albanie était un État souverain issu de la Deuxième Guerre balkanique sur les territoires perdus par l’Empire ottoman mais sans être belligérante, elle avait accueilli l’armée austro-hongroise dans son offensive contre le Monténégro et la Serbie, et la marine austro-hongroise dans ses opérations contre l’Italie. En compensation, celle-ci aurait reçu la pleine souveraineté sur le port de Valone, sur l’île grecque de Saseno (annexée par l'Albanie en 1914) et sur « un territoire suffisamment grand pour assurer la défense de ses positions » » (de la Voiussa au nord et à l’est, approximativement, jusqu’à la frontière nord du district d’Chimère au sud). La partie centrale de l’Albanie serait devenue un protectorat italien.
Pour le reste, l’Italie s’engage à accepter un futur partage de l’Albanie septentrionale et méridionale entre le Monténégro, la Serbie et la Grèce, selon les décisions des autres puissances (France, Royaume-Uni et Russie), avec une frontière commune gréco-serbe dans la partie orientale de l’Albanie, à l’ouest du lac d'Ohrid. La côte au sud du territoire italien de Valone jusqu’au Stylos serait, de plus, neutralisée.

### Articles 8-10 et 12: démantèlement de l’Empire ottoman
Les articles 8 et 10, garantissent respectivement, la souveraineté italienne sur les îles de Dodécanèse et en Libye tandis qu’en ce qui concerne les pays arabes, l’Italie adhère à la déclaration des puissances destinée à créer un « pouvoir musulman indépendant » pour l’Arabie et les lieux saints de l’Islam (Article 12).
Pour le reste, les clauses sont extrêmement vagues : les intérêts de l’Italie sont reconnus en Méditerranée et la promesse, en cas de partition de l'Empire ottoman d'« une part équivalente dans la région méditerranéenne à proximité de la province d'Antalya » où l’Italie a déjà acquis les droits et intérêts par le biais d’une convention italo-britannique. Pour la zone qui pourrait être attribuée à l’Italie en Asie mineure, le pacte de Londres précise qu’elle serait « délimitée, au moment opportun, en tenant compte des intérêts de la France et du Royaume-Uni ». Dans le cas où l’intégrité territoriale de l’Empire ottoman serait maintenue, le pacte sauvegarde les droits d’occupation militaire de l’Italie dans la région anatolienne proche de la province d’Antalya, dans le cas où les autres puissances auraient occupé le reste de la Turquie asiatique pendant la guerre.

### Article 13: récompenses coloniales
Pour terminer les concessions en faveur de l’Italie, l’article 13 proclame que dans le cas où la France et le Royaume-Uni auraient augmenté leur domaine colonial en Afrique au détriment de l’Allemagne, ceux-ci reconnaissent le principe que l’Italie pourrait « recevoir des compensations équivalentes, en particulier l'aménagement en sa faveur des questions concernant les frontières des colonies italiennes de l’Érythrée, de la Somalie et de la Libye et des colonies voisines de la France et du Royaume-Uni ».
Cette règle laisse peu d’espace aux ambitions coloniales italiennes, car les grandes possessions allemandes en Afrique seront partagées exclusivement entre les Français (Togo, Cameroun) et les Britanniques (Tanganyka, Sud-Ouest africain), tandis que l’Italie devra se contenter d’ajustements mineurs des frontières ou des concessions à la discrétion des grandes puissances. La règle sera donc appliquée de la manière la plus restrictive et l’Italie n’obtiendra aucune récompense coloniale jusqu’au compromis du Jubaland en 1924.

## Conséquences internationales
L'action du gouvernement italien sans en informer le Parlement est une violation patente de l’article 5 du « Statut albertin » et va à l’encontre de la pratique parlementaire établie depuis l’époque de Camillo Cavour. Pour éviter la crise, prenant en compte aussi la position favorable à la guerre du roi Victor-Emmanuel III, la Chambre des députés approuve, à l’exception des socialistes, l’octroi des pleins pouvoirs au gouvernement qui dans la soirée du 23 mai déclare la guerre à l’Empire austro-hongrois. Toutefois, l’existence même du traité n’est pas publiquement communiquée et il resta secret jusqu’à sa publication par le gouvernement russe bolchevik.
Le lendemain de l’octroi des pleins pouvoirs au gouvernement par le parlement italien, les opérations militaires commencent.

## Épilogue

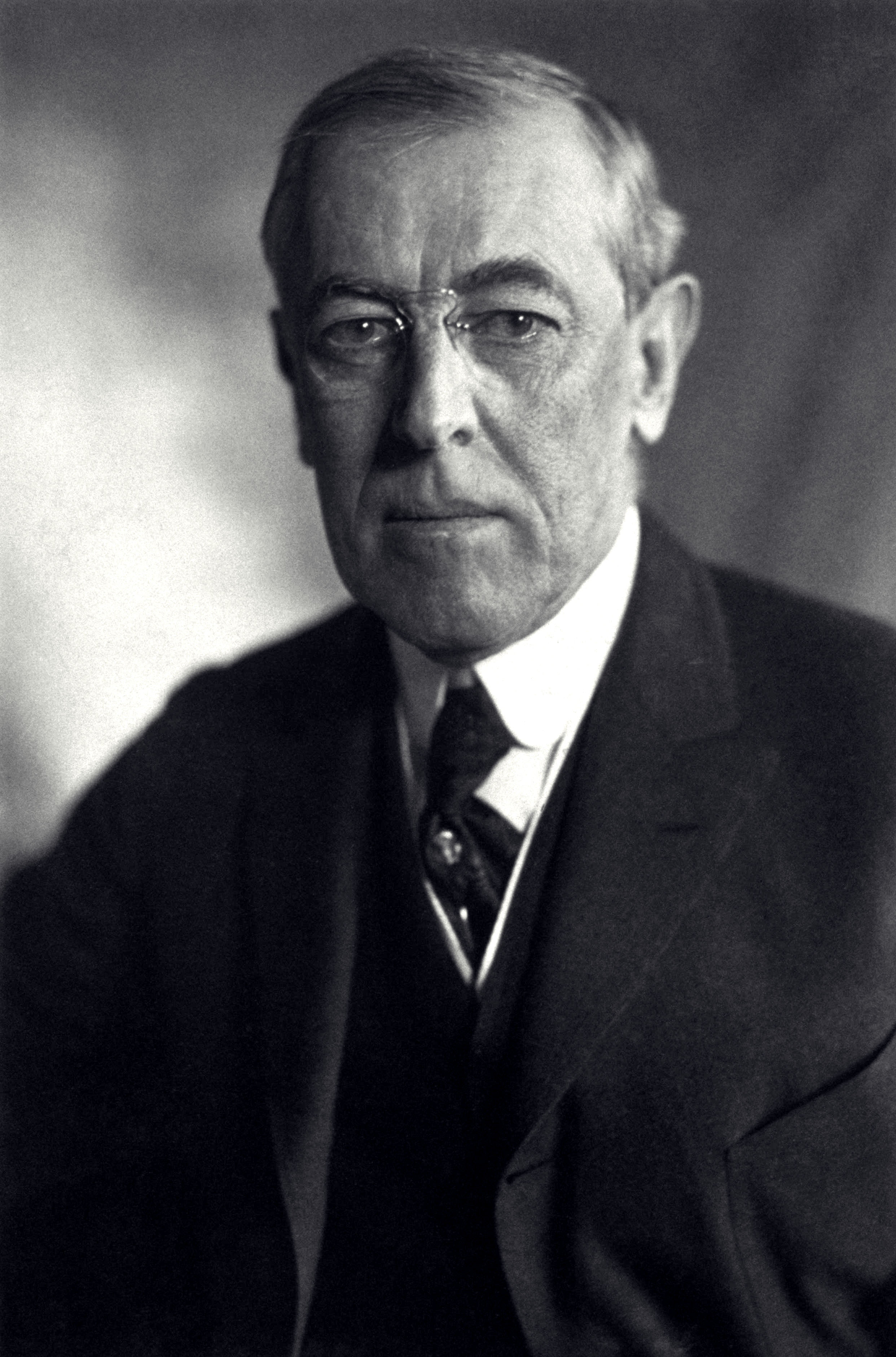
Le président américain Woodrow Wilson s’oppose fermement au traité de Londres en contradiction avec le « droit des peuples à disposer d'eux-mêmes ».

Différences entre les gains territoriaux italiens en Adriatique promis au pacte de Londres (rouge) et effectifs à l’issue du conflit (vert).

À la fin de la Première Guerre mondiale, l’Italie sort victorieuse du conflit. À la conférence de paix de Paris, elle exige que soit appliqué à la lettre le pacte de Londres auquel sont ajoutées ses revendications sur Fiume (Rijeka), au titre de la prévalence numérique de l’ethnie italienne dans la ville. Le président Étatsunien Woodrow Wilson s’oppose à son application, car les États-Unis n’ont pas signé le pacte. Il considère que la mise en œuvre de celui-ci ne relève pas d’une obligation légale. Quant à la France, elle ne voit pas non plus d’un bon œil la Dalmatie passer sous souveraineté italienne, redoutant ainsi de voir ses voisins transalpins prendre le contrôle de cette mer et l’ascendant sur le royaume des Serbes, Croates et Slovènes dont elle a soutenu la constitution. Le résultat est que, face à ces objections, les puissances de l’Entente, alliées de l’Italie, s’opposent à ce que l’intégralité des clauses du Pacte de Londres soient appliquées et reviennent ainsi sur une partie des promesses faites aux Italiens en 1915. L’Italie, de son côté, est alors partagée sur la position à adopter en réaction. La presse italienne écrit que le pays a été en partie trompé et trahi. Finalement, le président du Conseil Vittorio Emanuele Orlando quitte la table des négociations en signe de protestation : les pourparlers se poursuivent donc sans la présence italienne. Le nouveau président du Conseil italien, Francesco Saverio Nitti, réitère la demande de son pays, mais dans le même temps, il entame des négociations directes avec le nouveau royaume des Serbes, Croates et Slovènes (la future Yougoslavie).
Concernant Fiume, ce fut Gabriele D'Annunzio qui, par un coup de force, s’en empara en 1919, mais l’Italie préféra en faire un « État libre » avant de signer avec le nouveau royaume des Serbes, Croates et Slovènes le traité de Rapallo, le 12 novembre 1920. Ce traité stipule que, de la Dalmatie promise par le pacte de Londres, l’Italie recevrait seulement la ville de Zara (alors presqu’entièrement italophone), ainsi que les îles dalmates de Lagosta, Cazza et Pelagosa. Le reste de la région étant intégré au nouveau royaume des Serbes, Croates et Slovènes. En échange, ce dernier renonçait à ses revendications sur les territoires italiens où vivaient des populations slaves, à savoir Trieste et ses environs, le comté de Gorizia et Gradisca, l’Istrie et les îles istriennes de Cherso et Lussino. Lorsque le royaume des Serbes, Croates et Slovènes devient le royaume de Yougoslavie, « État libre de Fiume » est partagé entre ce dernier (qui annexe les collines autour de la ville, peuplées de Croates) et l’Italie (qui annexe la ville et son port, peuplés d’Italiens).
Concernant les territoires ottomans, par le traité de Sèvres de 1920, l’Italie s’est vu attribuer une large zone d’influence allant de Bursa à Kayseri, en passant par Afyonkarahisar, en accord avec le pacte de Londres. Mais il ne fut finalement ni ratifié ni appliqué, et finit par être révisé par le traité de Lausanne en 1923 : en Anatolie, l’Italie ne put finalement garder que la petite île de Castellorizo rattachée au Dodécanèse italien.
Nombre d’Italiens furent indignés par non-respect des clauses du Pacte de Londres par les Alliés, indignation qui sera habilement cultivée par le Parti national fasciste de Benito Mussolini, durant les années qui suivirent. Ce sentiment constituera l’un des facteurs décisifs qui facilitera l’arrivée au pouvoir de Mussolini en 1922, soit trois ans seulement après la Conférence de paix de Paris.
L’alliance à visée expansionniste entre l’Italie fasciste et l'Allemagne nazie, avant et pendant la Seconde Guerre mondiale, résultera en grande partie de la volonté du Duce de remettre en cause ce qu’une grande partie de l’opinion italienne considérait alors comme une « trahison »,,,,.